# Quinta das Lágrimas

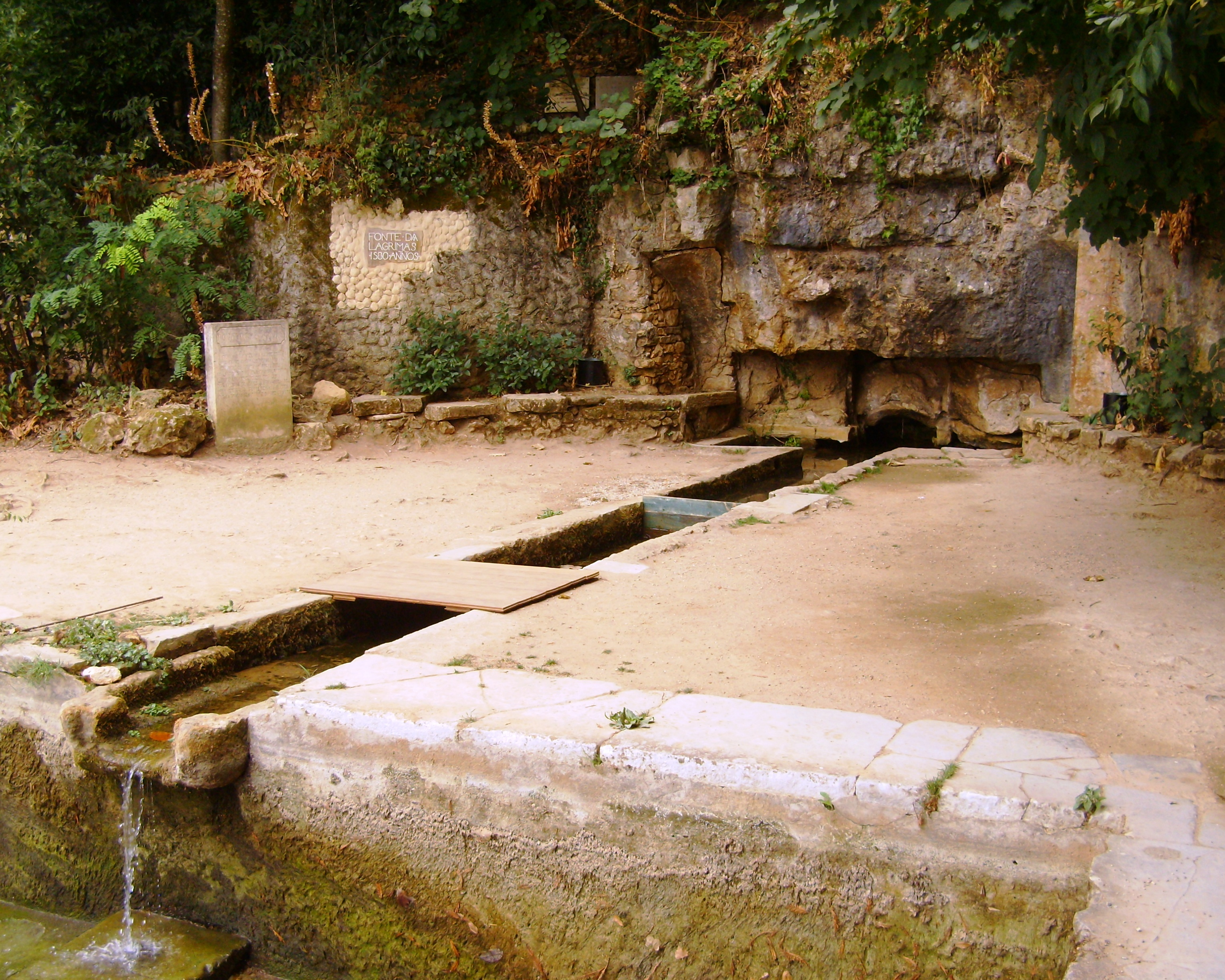
"Fonte das Lágrimas".

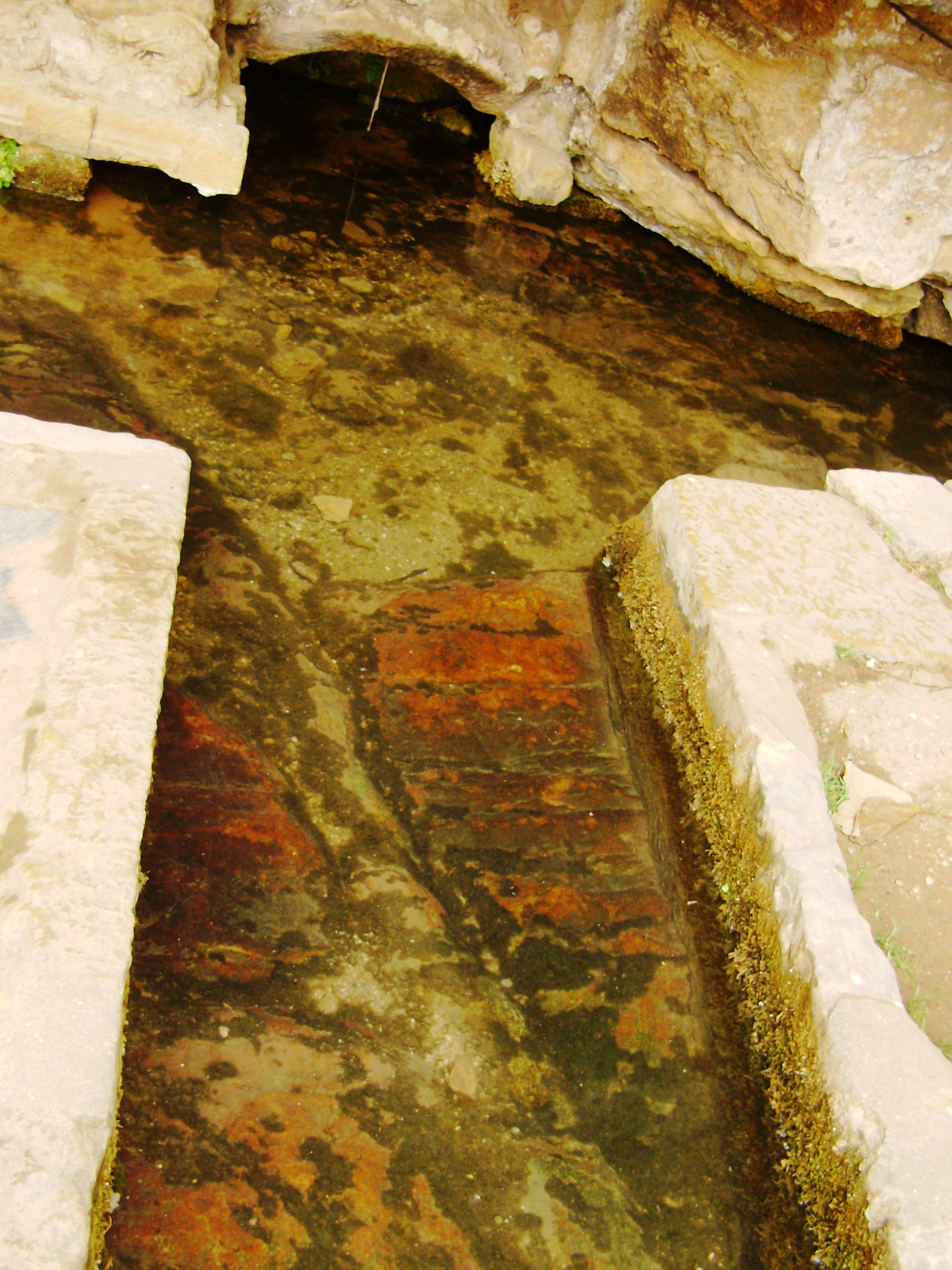
"Fonte das Lágrimas": "sangue" lendário de D. Inês.

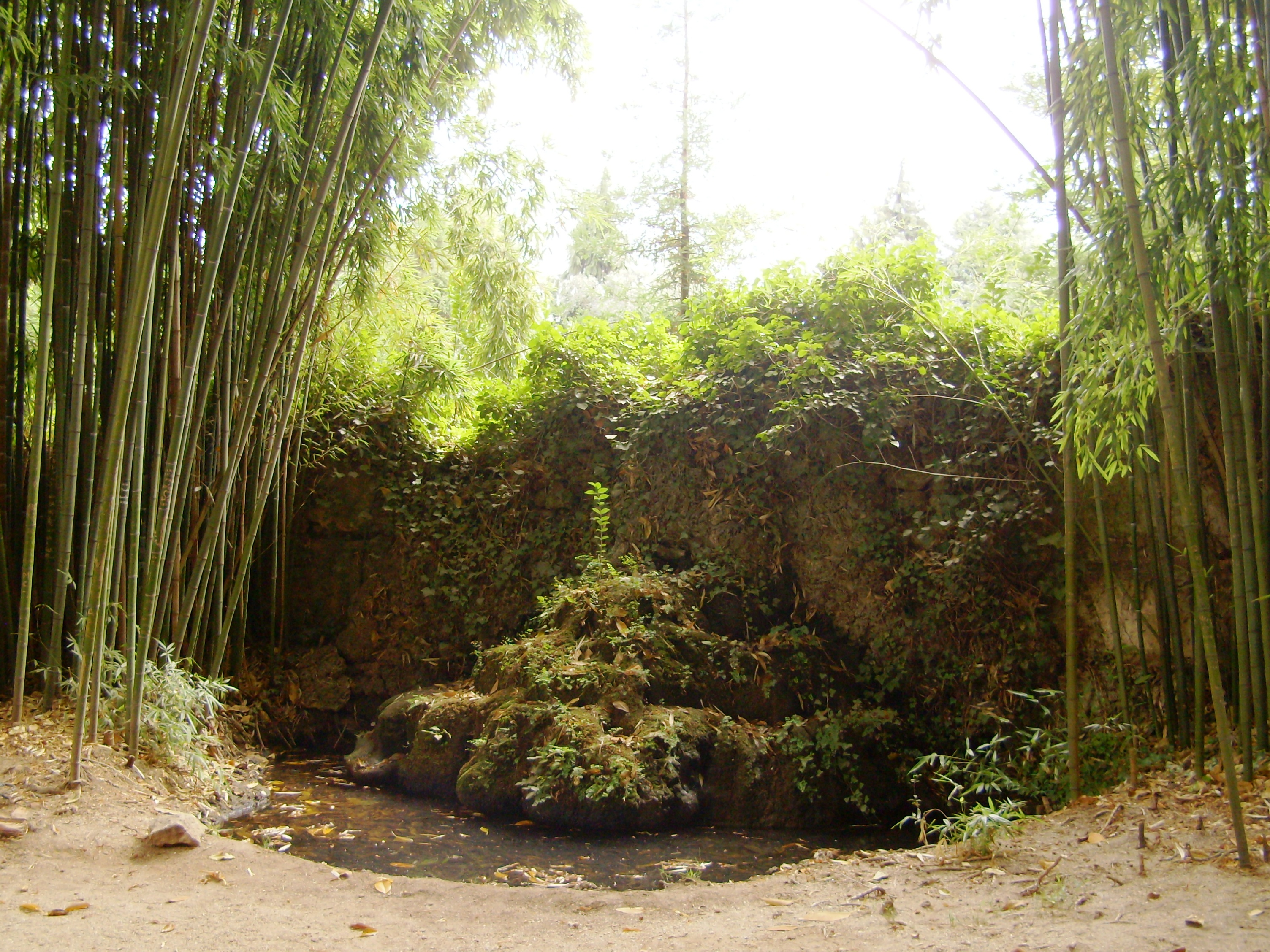
"Fonte dos Amores".

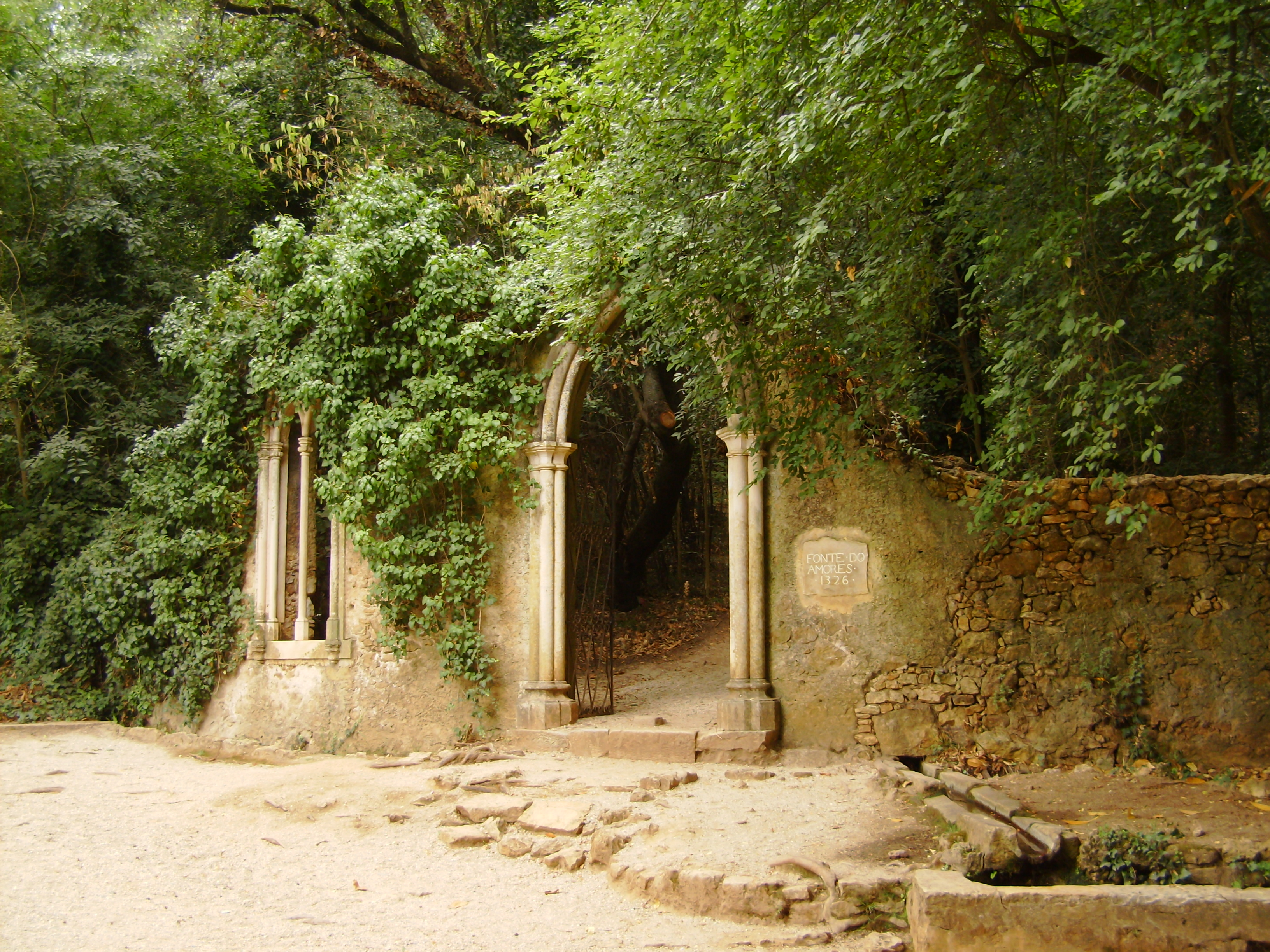
Portal e janela neogóticos na "Fonte dos Amores".

A Quinta das Lágrimas localiza-se na margem esquerda do Mondego, na freguesia de Santa Clara, na cidade e município de Coimbra, no distrito do mesmo nome, em Portugal.
Ocupa uma área de 18,3 hectares em torno de um palácio do século XIX requalificado em nossos dias como hotel de luxo. Nos seus jardins acumulam-se memórias desde o século XIV, tanto nos elementos construídos como nas árvores, nas lendas populares e na sua própria história.
Neles se encontram as chamadas Fonte dos Amores e Fonte das Lágrimas. A quinta e as duas citadas fontes são célebres por terem sido cenário dos amores do príncipe D. Pedro (futuro Pedro I de Portugal) e da fidalga D. Inês de Castro, tema de inúmeras obras de arte ao longo dos séculos.
A Quinta das Lágrimas está classificada como Imóvel de Interesse Público desde 1977.

## História
A área da então denominada "Quinta do Pombal" constituiu-se em couto de caça da Família Real Portuguesa desde pelo menos o século XIV.
O documento mais antigo que refere a propriedade data de 1326, ano em que Santa Isabel de Aragão, Rainha de Portugal mandou fazer um canal para levar a água de duas nascentes para o Convento de Santa Clara. Ao sítio onde saía a água chamou-se "Fonte dos Amores", por ter presenciado a paixão de D. Pedro, neto da soberana, por Inês de Castro, fidalga galega que servia de dama de companhia à esposa de D. Pedro, D. Constança. Esta fonte ainda tem um acesso, por um arco ogival gótico, datado do século XIV. A outra fonte da quinta, ligeiramente mais distante da primeira em relação ao convento, foi denominada por Luís de Camões em "Os Lusíadas", como "Fonte das Lágrimas", referindo que a mesma nascera das lágrimas vertidas por Inês ao ser assassinada a mando de Afonso IV de Portugal. O sangue de Inês terá ficado preso às rochas do leito, ainda rubras após seis séculos e meio...
"As filhas do Mondego, a morte escura
Longo tempo chorando memoraram
E por memória eterna em fonte pura
As Lágrimas choradas transformaram
O nome lhe puseram que ainda dura
Dos amores de Inês que ali passaram
Vede que fresca fonte rega as flores
Que as Lágrimas são água e o nome amores"
Os Lusíadas, canto III.
Ao longo dos séculos, a quinta passou a ser propriedade da Universidade de Coimbra e de uma ordem religiosa.
Em 1650 foi murada, fizeram-se os caminhos e taludes que suportam a terra e as árvores da mata, e construiu-se o grande tanque que recebe a água da Fonte das Lágrimas e a encaminhava, através de um canal, para alimentar as mós de um lagar de azeite.
Em 1730 a quinta foi adquirida pela família Osório Cabral de Castro, que mandou construir um palácio. Data desse período a atual designação de Quinta das Lágrimas.
Em 1813, Arthur Wellesley, então ainda visconde de Wellington, comandante das tropas luso-britânicas que defendiam o reino das forças francesas de Napoleão Bonaparte, foi hóspede na quinta, a convite de seu ajudante-de-campo, António Maria Osório Cabral de Castro, seu então proprietário. Wellington plantou, na ocasião, duas sequóias ("Sequoia sempervirens") perto da "Fonte dos Amores" e ergueu-se uma lápide com a célebre estrofe de "Os Lusíadas" que situa a história de Pedro e Inês na Quinta.
Por volta de 1850, Miguel Osório Cabral e Castro, filho de António, mandou construir o frondoso jardim romântico que ainda hoje cerca a Quinta, com lagos serpenteantes e espécies vegetais exóticas de vários lugares do mundo, numa espécie de museu vegetal. O seu sobrinho, D. Duarte de Alarcão Velasquez Sarmento Osório, bisavô dos atuais proprietários, fez construir, junto à entrada da mina mandada fazer pela Rainha Santa uma porta em arco e uma janela neo-góticas, que dão acesso à mata da Quinta.
O século XIX testemunhou várias visitas reais, como a de D. Miguel de Portugal e a do Imperador do Brasil D. Pedro II (1872).
O palácio original foi destruído por um violento incêndio em 1879, sendo reconstruído ao estilo dos antigos solares rurais portugueses, com biblioteca e capela. Na área ao redor do palácio ainda podem ser vistos os restos das antigas edificações rurais tais como o espigueiro, o armazém e o lagar de azeite.

### A quinta contemporânea
Os espaços da Quinta e do Palácio foram recuperados nas décadas de 1980 e década de 1990,pelo arquitecto José Maria Caldeira Cabral (Arquivo do Arquitecto Caldeira Cabral). Em 1995 foi inaugurado o Hotel Quinta das Lágrimas, integrante da rede da cadeia Relais & Châteaux, considerado como um dos melhores do país. O seu restaurante, o Arcadas, possui uma estrela no Guia Michelin.
Em 2004, o arquiteto Gonçalo Byrne, Grande Prémio da Academia de Belas-Artes de Paris, desenhou uma nova ala, com um centro de reuniões e um spa. Em 2006, a arquiteta paisagista Cristina Castel-Branco iniciou o restauro dos jardins, doados à Fundação Inês de Castro. Na sua intervenção foi recriado um jardim medieval, restaurados os muros da mata, os canais da "Fonte das Lágrimas" e da "Fonte dos Amores", plantadas cortinas de vegetação, uma alameda de sequóias, um jardim japonês (no interior do hotel), e construído o Anfiteatro "Colina de Camões", que obteve o Primeiro Prémio Nacional de Arquitetura Paisagista (2008).
Abertos à visitação pública, os jardins da Quinta das Lágrimas, mantidos pela Fundação Inês de Castro, são membros da Associação Portuguesa dos Jardins e Sítios Históricos.

## Galeria

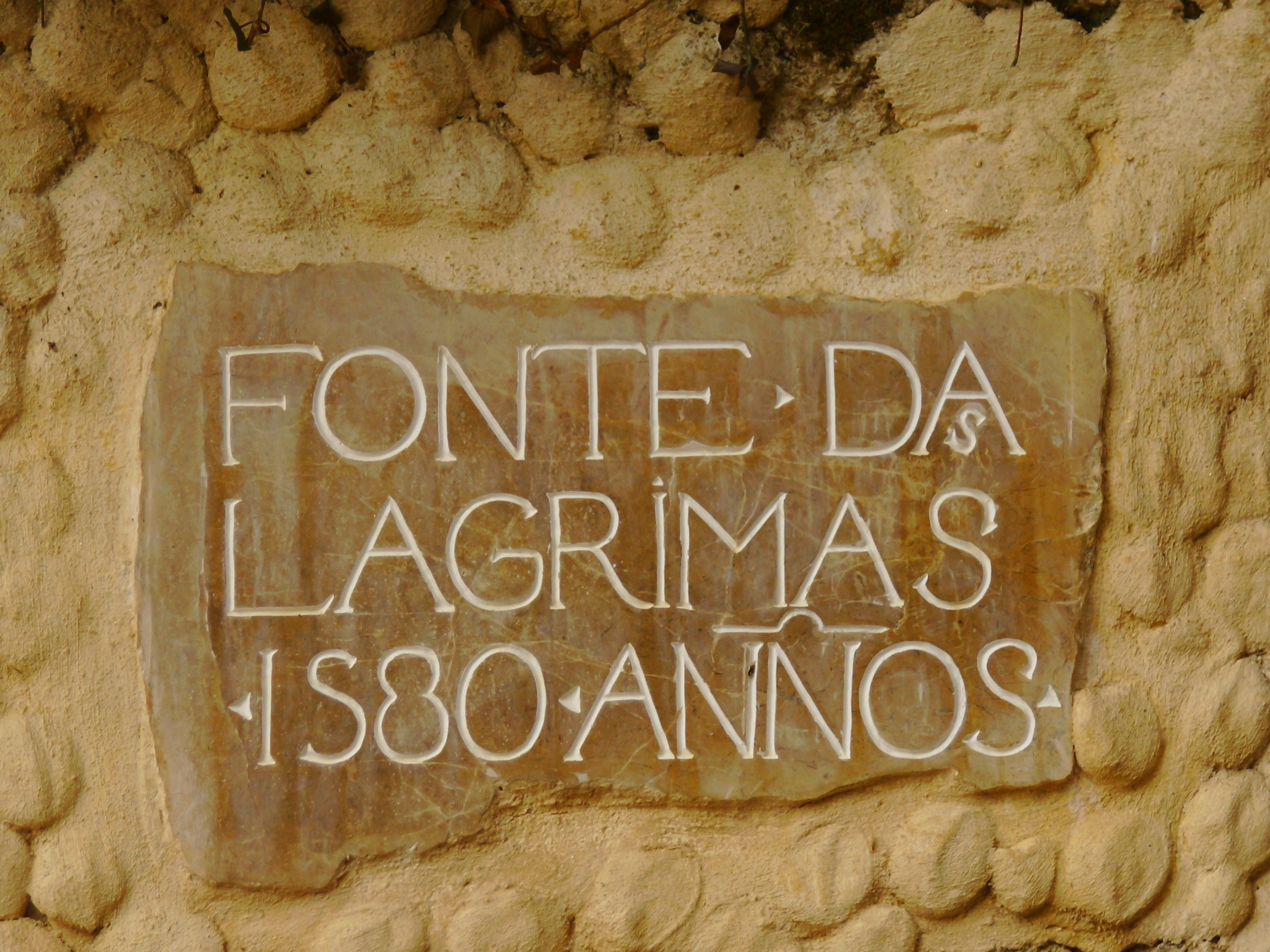
"Fonte das Lágrimas": nascente (detalhe).
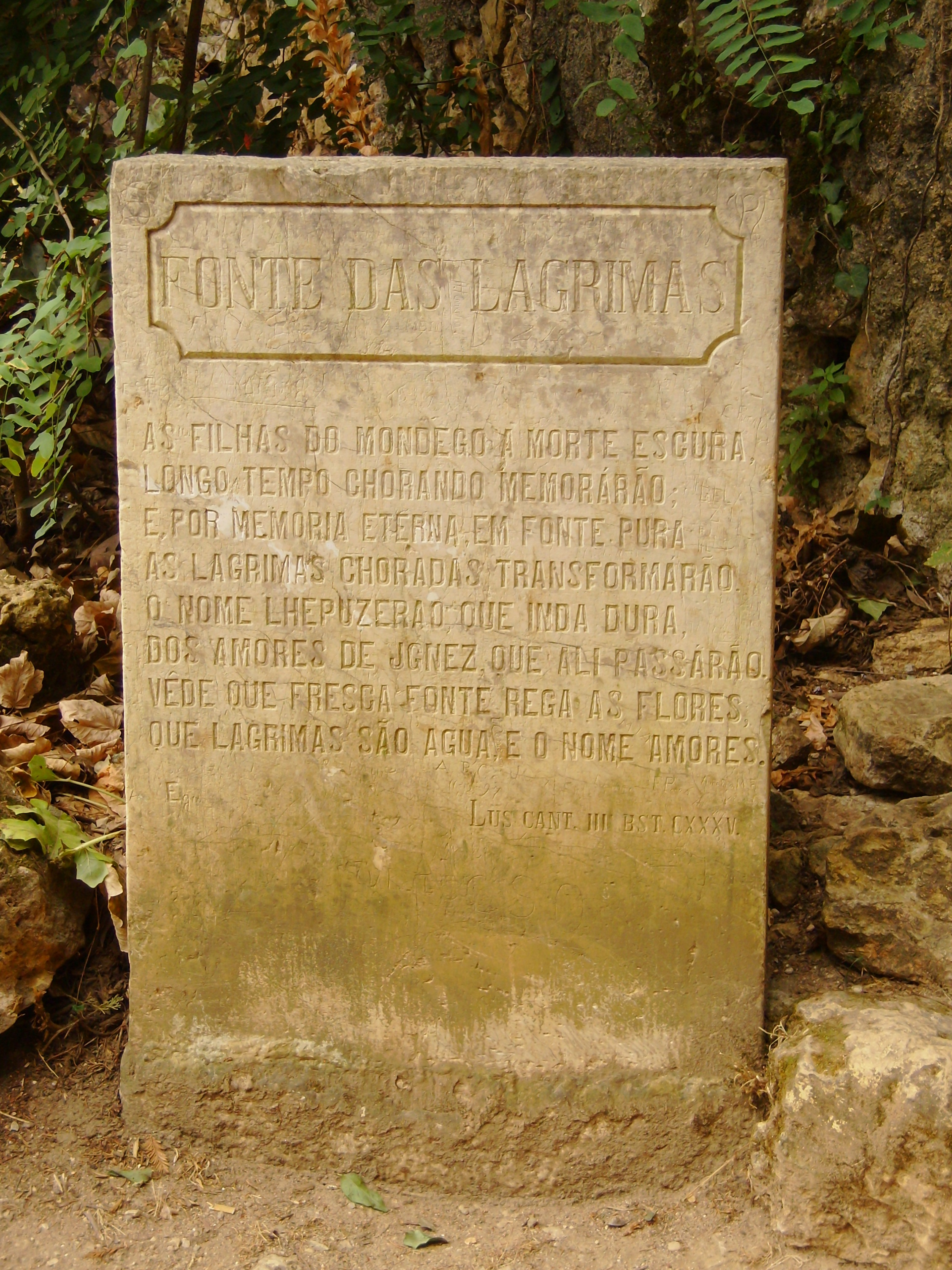
"Fonte das Lágrimas": lápide com a estrofe de Camões.
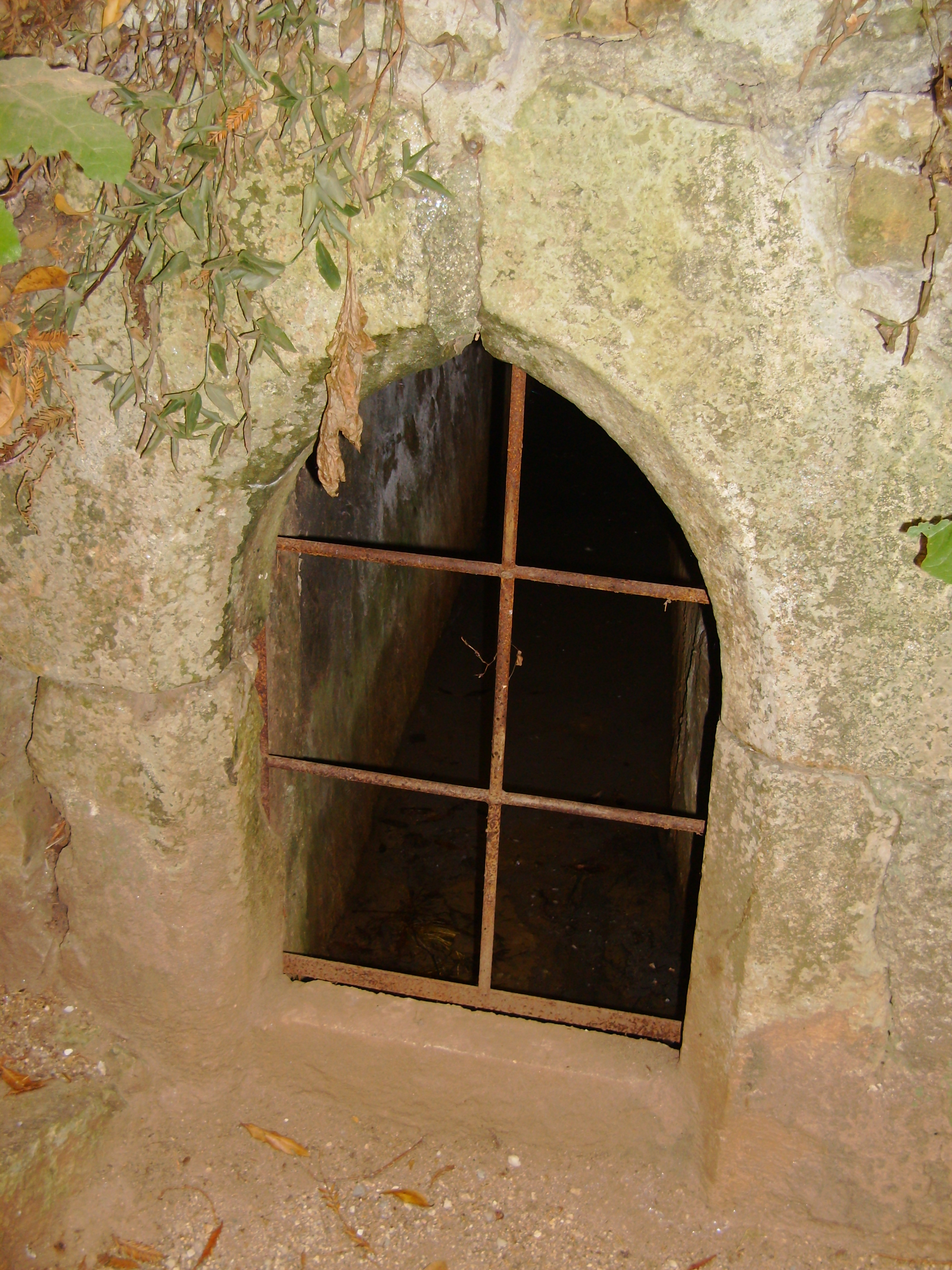
"Fonte dos Amores": nascente.
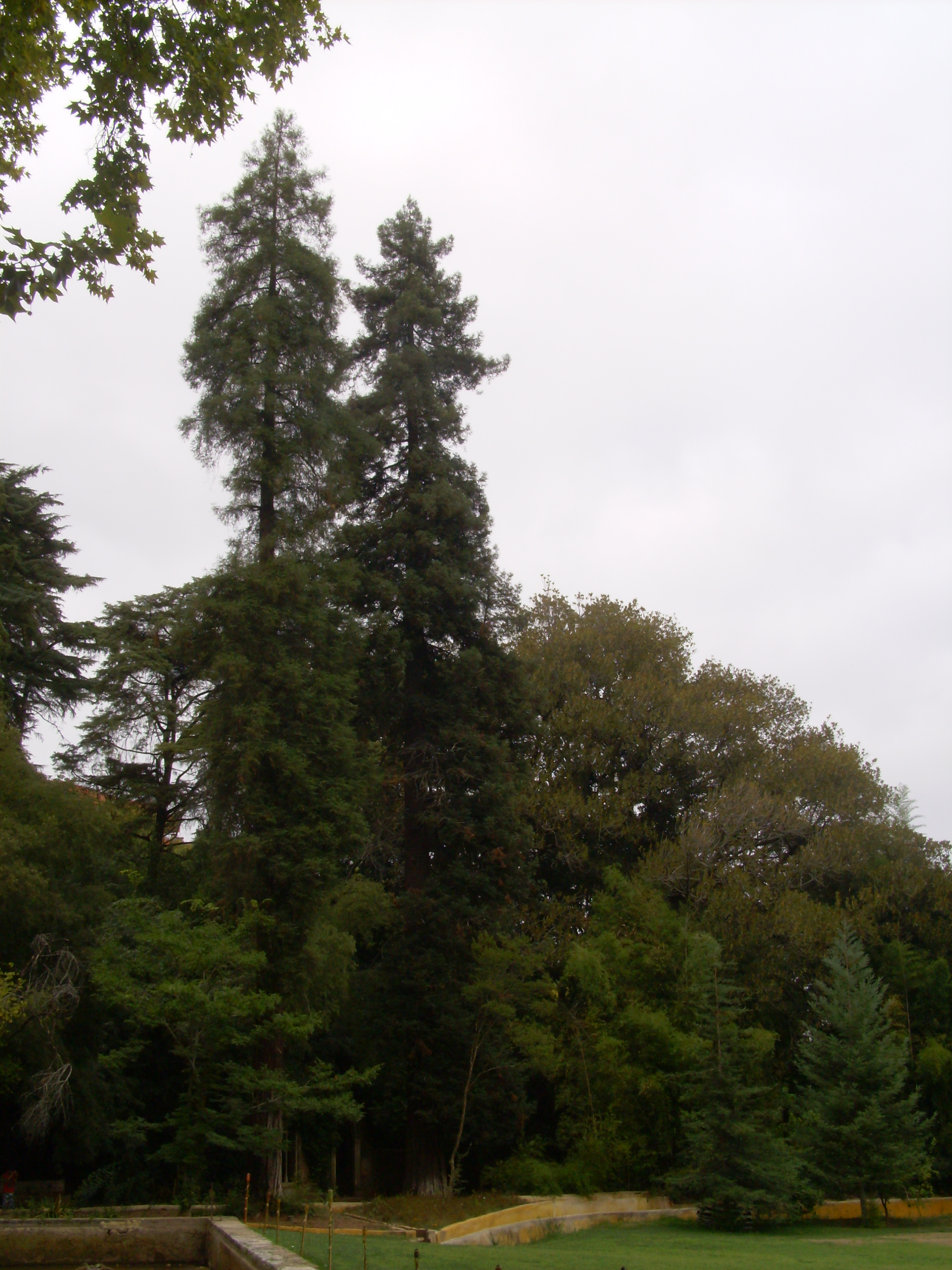
Sequóias Wellington.
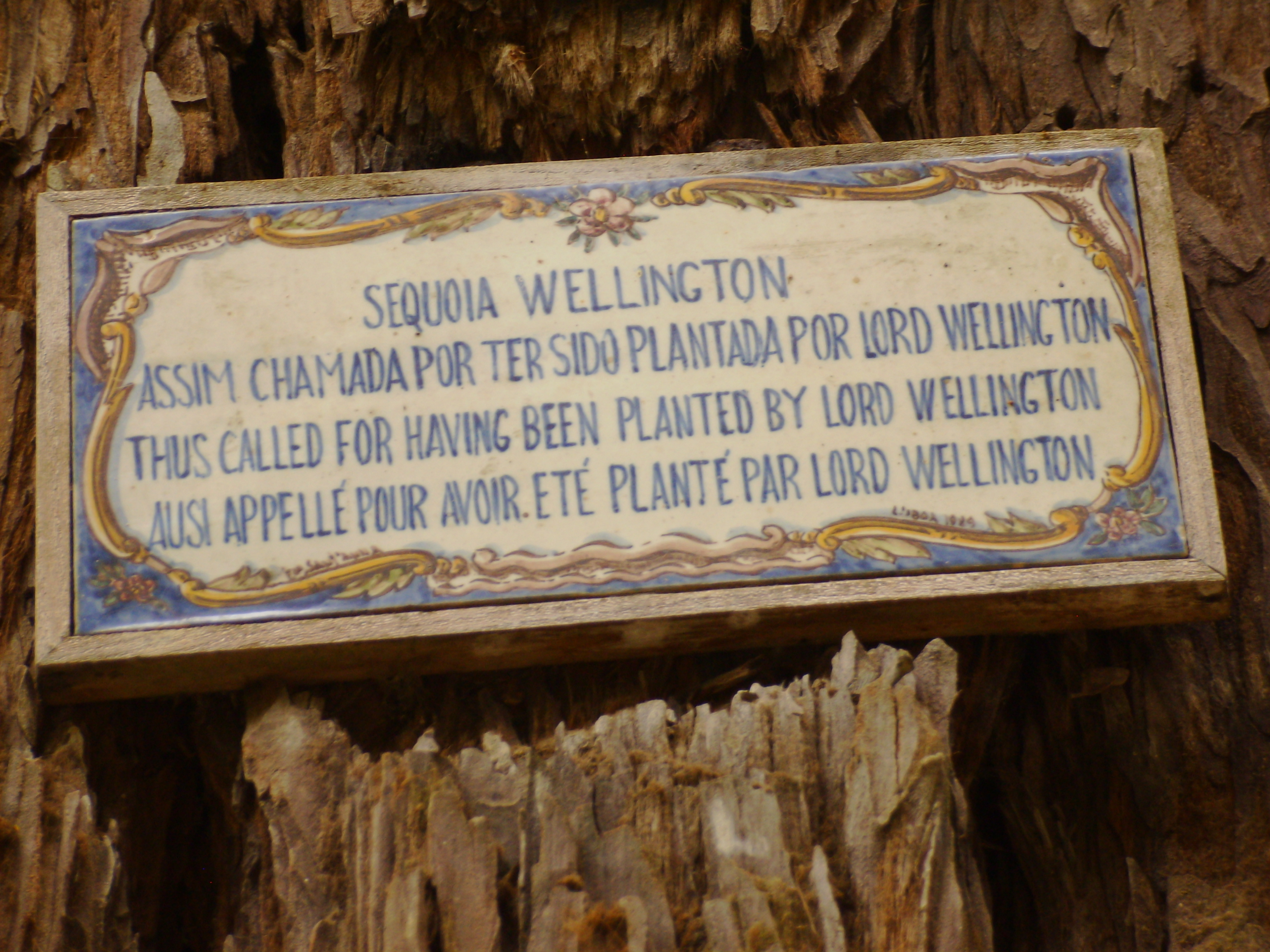
Sequóias Wellington (placa).
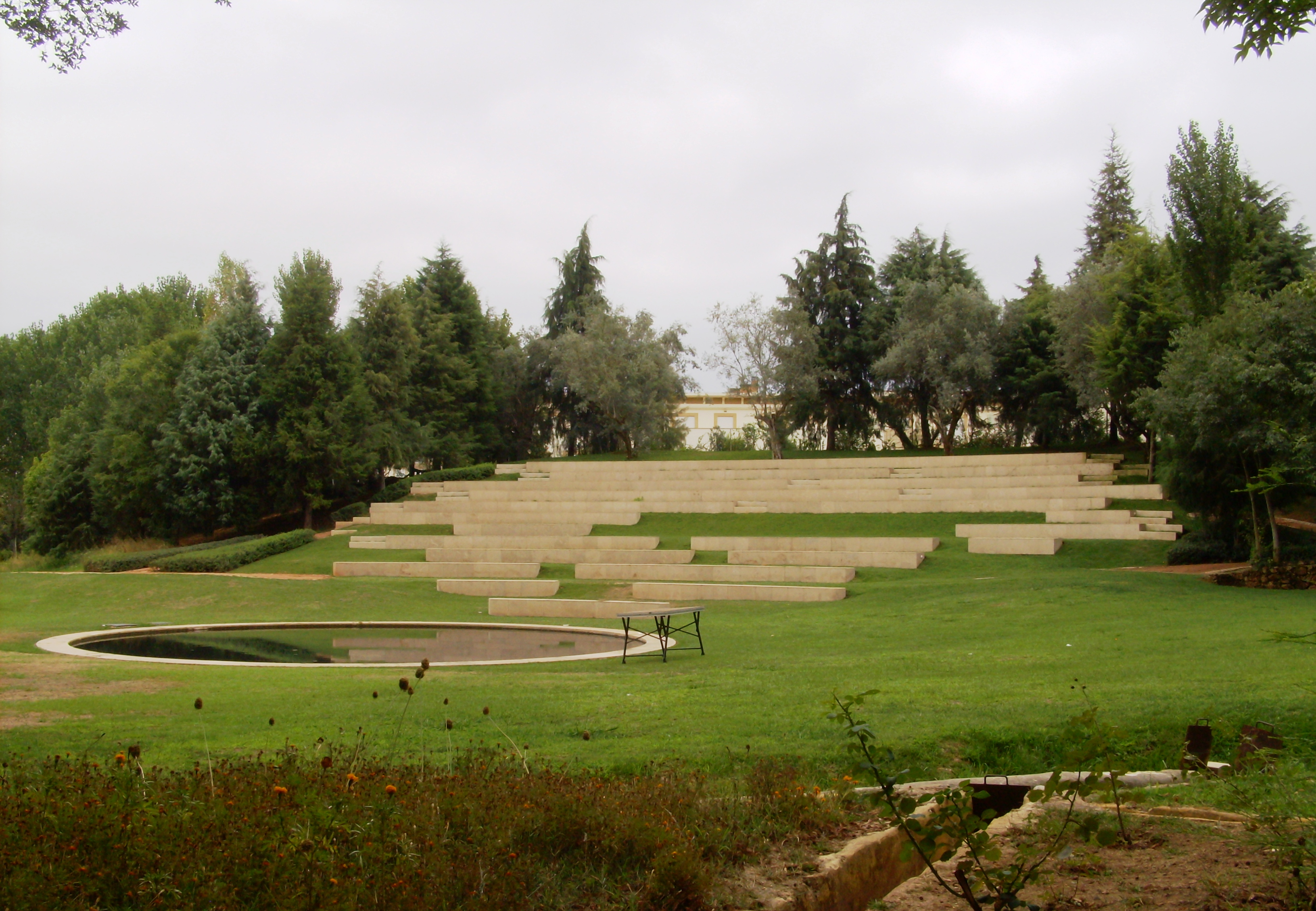
Anfiteatro "Colina de Camões".